# Mariam Coulibaly
Mariam Coulibaly   (Bamako, 7 d'octubre de 1997) és una jugadora de bàsquet maliana professional. Mesura 1,92 m. d'alçària i juga en la posició de pivot. És germana de la també jugadora de bàsquet professional Naignouma Coulibaly.
La seva primera experiència professional en un club va ser en el mes de novembre de la temporada 2015-16, debutant a la lliga femenina amb l'Spar Gran Canària. Després de dues temporades a Las Palmas, la temporada 2017-18 fitxava per l'acabat d'ascendir Snatt's Femení Sant Adrià. Després d'un any al Landerneau de la lliga francesa torna novament a la lliga espanyola fitxant per l'IDK Euskotren. L'estiu de 2024, després de tres temporades a l'equip basc, fitxa per l'acabat d'ascendir Club Joventut Badalona.
Amb la Selecció de Mali va destacar al Mundial sub17 de 2014 de la República Txeca amb 8 punts i 9 rebots per partit. El 2015 va disputar el Mundial sub19 a Rússia aconseguint un doble-doble de mitjana amb 11 punts i 10 rebots per partit. El 2017 va participar amb la seva selecció a l'Afrobàsquet.